# Atletica leggera ai XVIII Giochi del Mediterraneo - 110 metri ostacoli
Le gare dei 110 metri ostacoli maschili ai XVIII Giochi del Mediterraneo si sono svolte il 30 giugno 2018 presso l'Estadio de Atletismo de Campclar di Tarragona.

## Calendario
| Data      | Ora   | Turno  |
| --------- | ----- | ------ |
| 30 giugno | 20:25 | Finale |

## Risultati

### Finale
| Vento: | Finale: –0,6 m/s |

| Pos.    | Corsia | Nome                    | Nazionalità | Tempo | Note                                     |
| ------- | ------ | ----------------------- | ----------- | ----- | ---------------------------------------- |
| Oro     | 3      | Lorenzo Perini          | Italia      | 13.49 | Miglior prestazione personale            |
| Argento | 5      | Yidiel Contreras        | Spagna      | 13.54 |                                          |
| Bronzo  | 4      | Konstantinos Douvalidis | Grecia      | 13.67 |                                          |
| 4       | 2      | Simon Krauss            | Francia     | 13.77 | Miglior prestazione personale stagionale |
| 5       | 6      | Benjamin Sedecias       | Francia     | 13.86 |                                          |
| 6       | 7      | Hassane Fofana          | Italia      | 13.89 |                                          |
| 7       | 1      | Mohamed Koussi          | Marocco     | 14.45 |                                          |
| dns     | 8      | Rami Gharsali           | Tunisia     | dns   |                                          |